# Lacul de Aur
Lacul de Aur (chineză: 金湖, Jīnhú) se află în orașul Sanming districtul Taining, provincia Fujian. Este cel mai mare lac artificial din provincie având peste 60 km lungime cu o suprafață de 36 km 2 și peste 100 de atracții turistice printre care se află căderea de apă  Baishuiji. Numele lacului provin de la nuanța aurie care se formează prin reflecția razelor de lumină solară pe apele unui râu.